# Abu al-Salim al-Marini
 (9 juillet 2025).
Ibrahim ibn Ali Abu Salim (أبو سالم إبراهيم بن علي) est un sultan mérinide ayant régné de 1359 à 1361.

## Biographie
Il accéde au trône en 1359 après Abu Bakr ibn Faris. Également connu sous le nom d'Abou Salim, il nomma Abd ibn Khaldun son mazalim (auditeur des affaires civiles) et est à son tour remplacé par Tashfin ibn Ali en 1361, après sa chute à l'automne face aux responsables civils et militaires.